# منير عوض (ناشط سياسي)
منير عوض هو ناشط سياسي ومحامي فلسطيني أمريكي. من مواليد آن أرب، ميشيغانونشأ في مارييتا، جورجياتخرج من جامعة جورجيا الجنوبية لكنه انتقل إلى جامعة جورجيا (UGA) بعد عامه الأولحصل على درجة دكتوراه في القانون من جامعة جورجيا في عام 2009، وهو المدير التنفيذي السابق لفرع أوكلاهوما ومدينة نيويورك للمجلس العلاقات الأمريكية الإسلامية.

## مسيرته المهنية
في أكتوبر 2010 تم تعيين عواد مديرًا تنفيذيًا لفرع مجلس العلاقات الأمريكية الإسلامية (كير) في أوكلاهومابعد تعيينه مباشرة، أدلى 70% من الناخبين في أوكلاهوما بأصواتهم لصالح حظر الشريعة الإسلامية المعروف باسم سؤال الولاية 755والذي كان من المقرر إضافته إلى دستور أوكلاهومارفع عوض وكير دعوى قضائية ضد مجلس انتخابات ولاية أوكلاهوما، الذي كان يرأسه بول زيريكس آنذاك، 4 نوفمبر 2010، وكان عوض المدعيبهدف منع التعديل على أساس أنه من شأنه أن يجعل دستور أوكلاهوما أداة للإدانة الدائمة للإسلام.
مددت مايلز لاجرانج إقامتها في 22 نوفمبر 2010 للسماح لنفسها بالوقت الكافي للنظر في دعوى عوادوبعد أسبوع أوقفت التعديل إلى أجل غير مسمى في انتظار قرارها النهائيفاز عواد بدعواه عندما تركت مايلز لاجرانج أمرها القضائي على حاله، على الرغم من أن ولاية أوكلاهوما استأنفت قرارها في ديسمبر 2010وقد أيدت محكمة الاستئناف الأمريكية للدائرة العاشرة قرار مايلز لاجرانج في يناير 2012وأصدرت أمرًا بمنع التعديل بشكل دائم في أغسطس 2013.
في عام 2012 تم تعيين عوض زميلاً في معهد القيادة المدنية الإسلامية الأمريكية في جامعة جنوب كاليفورنيافي يوليو 2012 استقال من منصبه كمدير تنفيذي لفرع أوكلاهوما التابع لمنظمة كيروفي وقت لاحق من ذلك العام تم تعيينه مديرًا تنفيذيًا لفرع مدينة نيويوركبصفته مديرًا لمنظمة كير في مدينة نيويورك، عمل عوض بنشاط لمواجهة الحملات الإعلانية المختلفة في مترو الأنفاق التي أطلقتها منظمة باميلا جيلر المناهضة للإسلام في مدينة نيويورك أوقفوا أسلمة أمريكا، داعيًا حكومة مدينة نيويورك إلى تولي دور قيادي في إدانة خطاب الكراهيةفي عام 2014، تم تكريم عوض بجائزة هيو هيفنر للتعديل الأول في حفل أقيم في واشنطن العاصمة.